# Trafikplats (järnväg)
En trafikplats är inom järnväg i Sverige antingen en driftplats (tidigare station), driftplatsdel, linjeplats, hållplats eller ett hållställe.
Namnet på en ny trafikplats i Sverige skall godkännas av Transportstyrelsen.
Varje trafikplats i det svenska järnvägsnätet har en så kallad trafikplatssignatur som är en unik identifierare för trafikplatser inom samma infrastruktur.

## Bildexempel

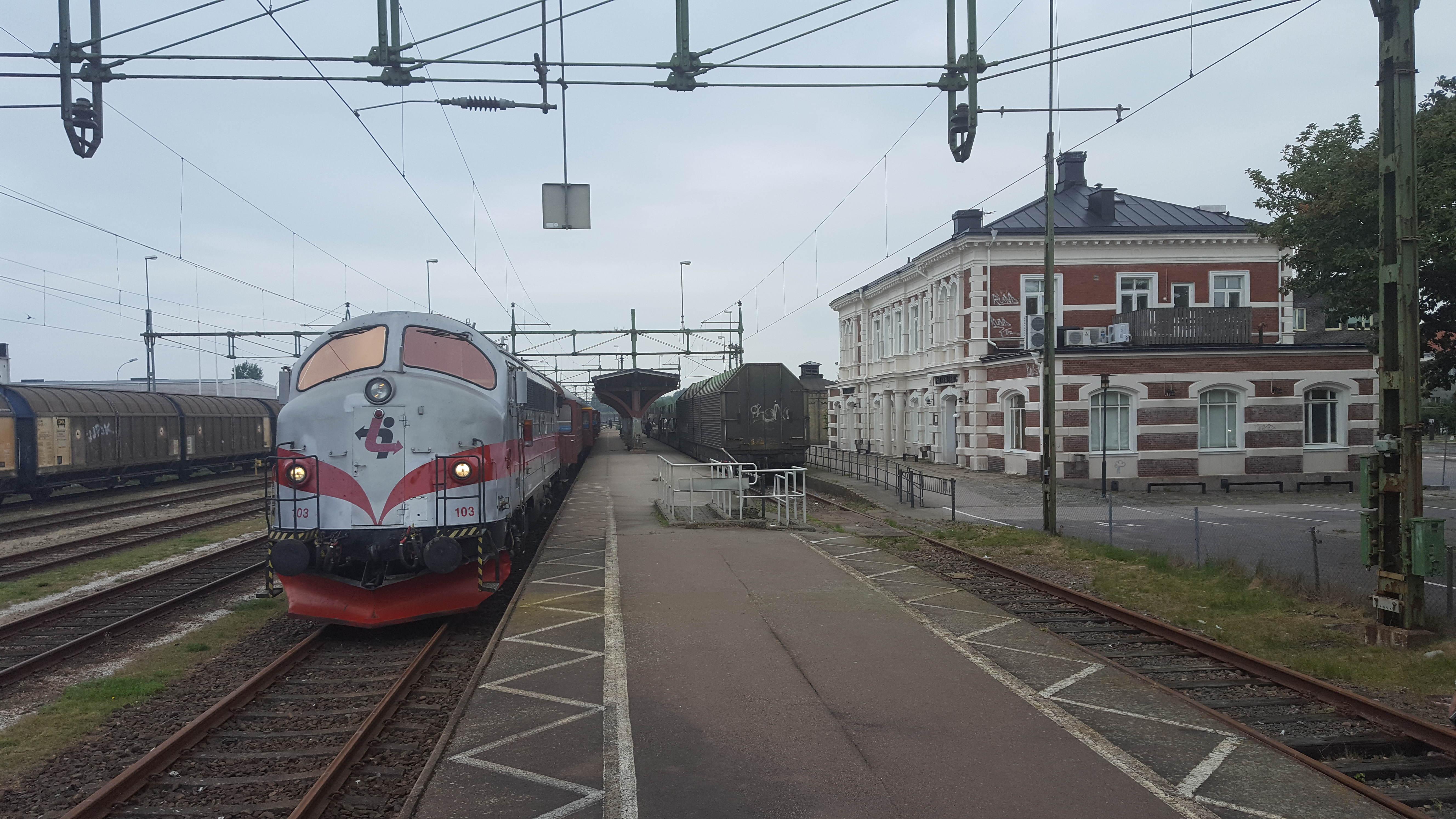
Station/driftplats. Falkenbergs godsbangård 2016.
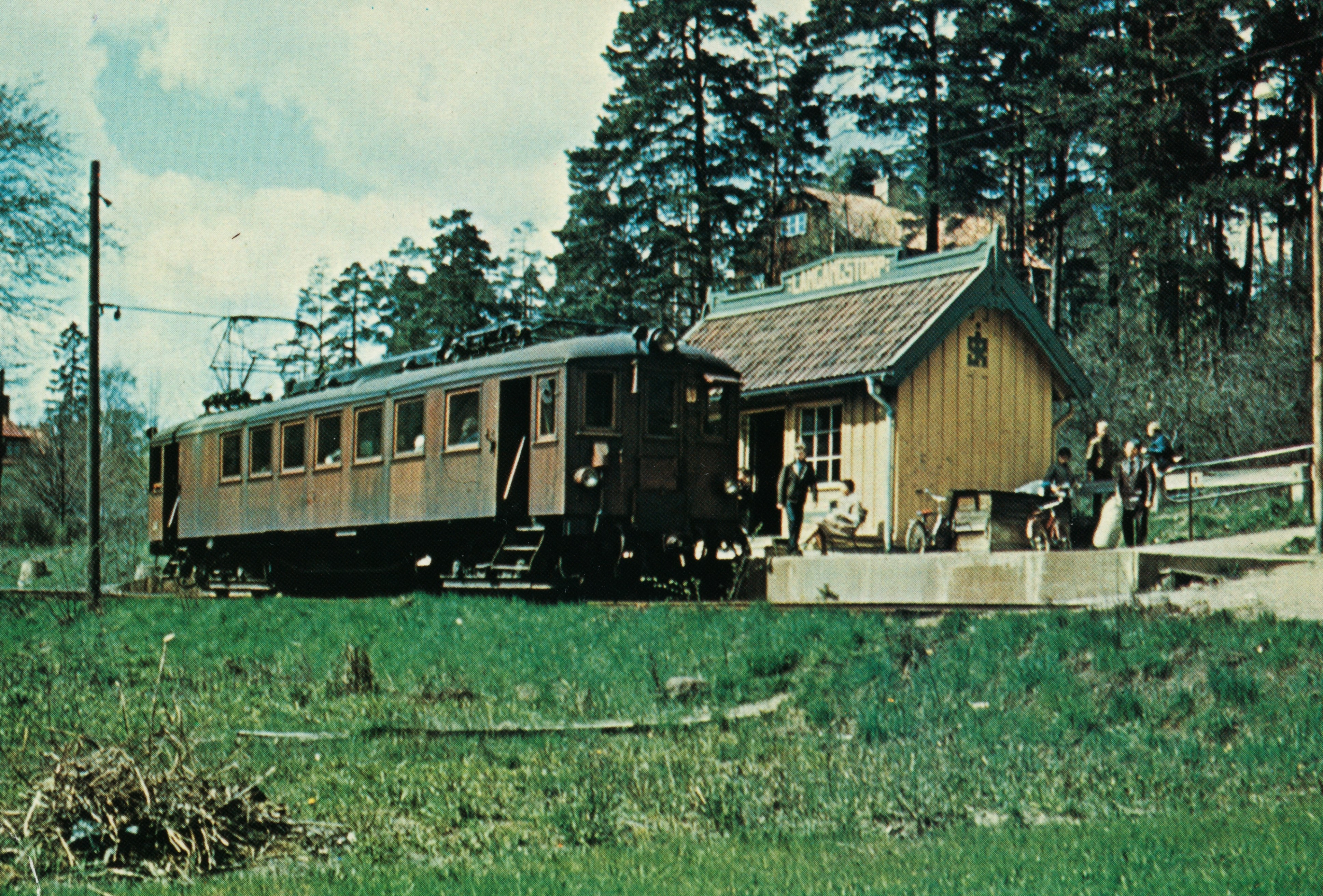
Hållplats. Långängstorp på linjen Stocksund-Långängstorp 1962.
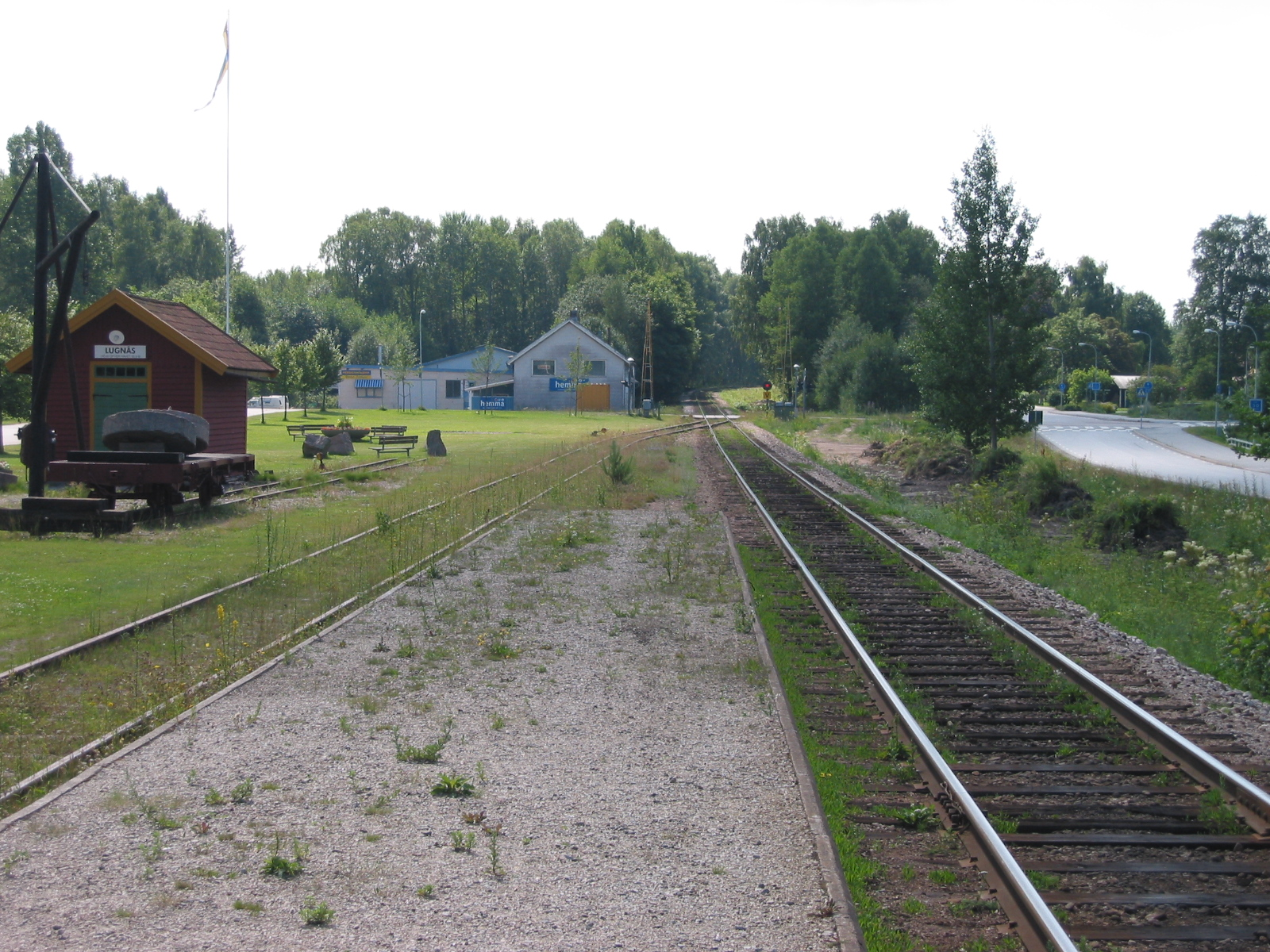
Lugnås hållställe år 2003.
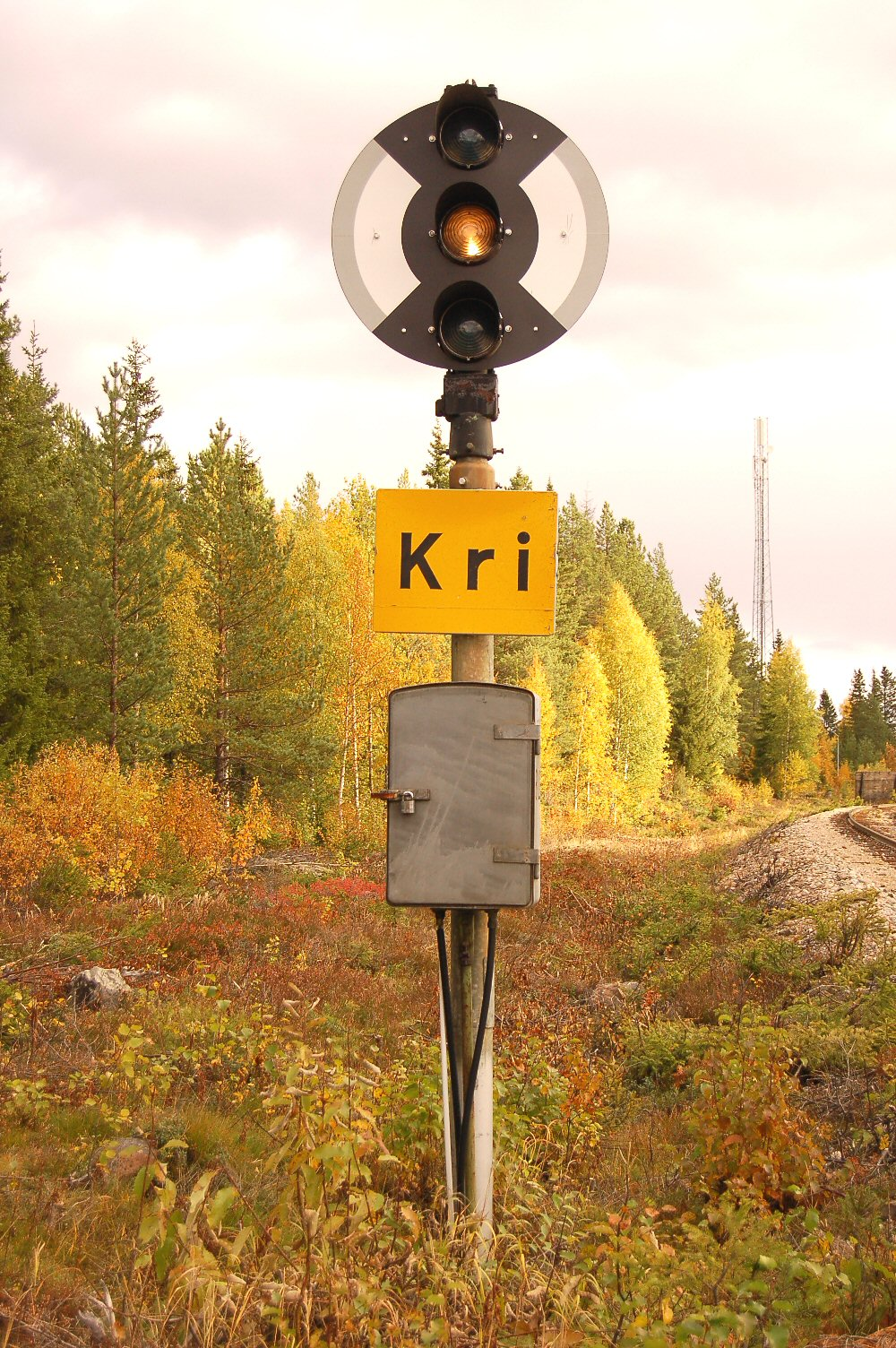
Trafikplatssignatur på en försignal. Kri (Karungi).